# بمب‌گذاری ۲۰۱۷ منچستر آرنا
در تاریخ ۲۲ مه ۲۰۱۷ یک انفجار پس از اجرای کنسرتی توسط آریانا گرانده خواننده آمریکایی در خارج از سالن منچستر آرنا در منچستر، بریتانیا به وقوع پیوست. مهاجم «سلمان رمضان عبیدی» ۲۲ ساله بریتانیایی لیبیایی‌تبار توسط پلیس شناسایی شده‌است. مهاجم بلافاصله بعد از شناسایی شدن پلیس توسط سرویس هوایی ویژه کشته شد، پس از این حادثه بریتانیا بیش از ۲۰۰ کوماندو به لیبی فرستاد، ایالات متحده آمریکا در حمایت از این اقدام بریتانیا نیروهای خود را در آفریقا و خاورمیانه به شدت افزایش داد. بمب‌گذاری حدود ساعت ۲۲:۳۵ ساعت تابستانی بریتانیا اتفاق افتاد که باعث کشته شدن ۲۲ تن و مجروح شدن ۱۰۱۷ تن شد. گمان می‌رود حدود ۲۱۰۰۰ تن در محل حضور داشته‌اند.
این بمب‌ گذاری مرگبارترین حمله در خاک بریتانیا پس از بمب‌گذاری‌های ۲۰۰۵ لندن بوده‌است.

## انفجار
بمب‌گذاری در پایان کنسرت که بخشی از تور «زن خطرناک» بود صورت گرفت. انفجار به دنبال خاتمه کنسرت در محدوده سرسرای سالن سرپوشیده رخ داد. آریانا گرانده در بمب‌گذاری آسیب ندید. ایستگاه ویکتوریا منچستر در نزدیکی این سالن تخلیه و بسته شد و خدمات رسانی لغو شد. پلیس اعلام کرده‌است که در انفجار ۲۲ تن کشته شده‌اند و بیش از ۵۹ تن نیز زخمی شده‌اند.

## مرتکب جنایت
مهاجم ۲۲ ساله زاده بریتانیا با نام «سلمان رمضان عبیدی» توسط نیروهای امنیتی شناسایی شده‌است. وی در تاریخ ۳۱ دسامبر ۱۹۹۴ از والدینی پناهنده لیبیایی در منچستر زاده شد. بر اساس گزارش‌ها او و برادرش در مسجد دیدزبری عبادت می‌کردند و احتمالاً همان‌جا با افراطی گری اسلامی آشنا شده‌اند.